# III Państwowe Liceum i Gimnazjum im. Mikołaja Kopernika w Tarnopolu
I Państwowe Liceum i Gimnazjum im. Mikołaja Kopernika w Tarnopolu – polska szkoła z siedzibą w Tarnopolu w okresie II Rzeczypospolitej, od 1938 o statusie gimnazjum i liceum ogólnokształcącego.

## Historia
Pierwotnie w okresie zaboru austriackiego w 1855 została założona niższa szkoła realna z językiem wykładowym niemieckim. Według innej wersji trzyklasowa niższa szkoła realna została otwarta 1 września 1859. Początkowo prowadzona była przez gminę, a od 1858 miała status państwowy. Pierwszym dyrektorem przez 31 lat był Józef Kicki.
Po utworzeniu autonomii galicyjskiej w 1867 wprowadzono język polski wykładowy. W 1872 dodano czwartą klasę. Od 1895 działała 7-klasowa wyższa szkoła realna, po czym w 1898 zorganizowano pierwszy egzamin dojrzałości. Szkoła funkcjonowała w budynkach przy ulicy Wałowej oraz w magistracie miejskim. Od 1900 do 1901 trwała budowa nowego gmachu, do którego przeniesiono szkołę - pod adresem Strzeleckiej, a po przemianowaniu, ulicy Mikołaja Kopernika 14.
Po odzyskaniu przez Polskę niepodległości władze II Rzeczypospolitej od 1920 do 1925 dokonano przekształcenia szkoły na gimnazjum typu matematyczno-przyrodniczego. W 1924 odbyła się ostatnia matura w typie szkoły realnej. W latach 20. gimnazjum funkcjonowało pod adresem ul. Mikołaja Kopernika 14.  W 1926 w gimnazjum prowadzono osiem klas w 13 oddziałach, w których uczyło się 469 uczniów płci męskiej oraz 3 dziewczęta.
Zarządzeniem Ministra Wyznań Religijnych i Oświecenia Publicznego Wojciecha Świętosławskiego z 23 lutego 1937 „III Państwowe Gimnazjum im. Mikołaja Kopernika w Tarnopolu” zostało przekształcone w „III Państwowe Liceum i Gimnazjum im. Mikołaja Kopernika w Tarnopolu” (państwową szkołę średnią ogólnokształcącą, złożoną z czteroletniego gimnazjum i dwuletniego liceum), a po wejściu w życie tzw. reformy jędrzejewiczowskiej szkoła miała charakter męski, a wydział liceum ogólnokształcącego był prowadzony w typie matematyczno-fizycznym.

## Dyrektorzy
- Józef Kicki (1859-1890)[2][1][4]
- Erazm Misiński (1890-)[5][1]
- Michał Rembacz (1896-1907)[6][1]
- Artur Passendorfer[1]
- Józef Trojnar (1918-1927)[7]
- Tadeusz Sas Leszczyński (1927-4.IV.1939†)[8][9][10]
- Adam Stoffel p.o. (22.IV.1939-)[11][12]

## Absolwenci
- Tadeusz Hussak